# Gaffo de Muralto
Gaffo de Muralto (* im 12. Jahrhundert, erwähnt 1191/1192 in Muralto; † nach 1219 in Locarno) war ein Adliger, Gesandter und Feudalherr. Er gilt als Ahnherr des schweizerischen Adels- und Patriziergeschlechts Muralt.

## Leben
Gaffo zusammen mit Beltramo (wahrscheinlich sein Bruder) vom Bischof von Como Anselmo eine Belehnungsurkunde als Zeichen des Dankes für die Unterstützung der Kirche und der bischöflichen Tafel in schwierigen Zeiten erhielt. Zu den Besitztümern, die Gaffo de Muralto, auch bekannt als Gaffo da Locarno, als Lehen erhielt, gehörte auch die Burg von Muralto.
Im Jahr 1210 erkannte Kaiser Otto IV. diese Privilegien an, gewährte Schutz bei der Ausübung der Rechte und gestattete Gaffo und seinen Nachkommen, ungerechtfertigt entfremdete Lehen zurückzuerhalten; 1219 bestätigte Friedrich II. alle in der Vergangenheit gewährten Regalien. Im selben Jahr wurde Gaffo als Abgesandter Friedrichs II. nach Germignaga am Lago Maggiore geschickt, wo ein Prozess stattfand (der sich auf ein unbekanntes Objekt bezog), in den das Bleniotal verwickelt war.